# 국제 음모
국제 음모(The Prize)는 미국에서 제작된 마크 롭슨 감독의 1963년 미스터리, 스릴러, 드라마 영화이다. 폴 뉴먼 등이 주연으로 출연하였고 팬드로 S. 버먼 등이 제작에 참여하였다.

## 출연

### 주연
- 폴 뉴먼
- 에드워드 G. 로빈슨

### 조연
- 엘크 소머
- 다이안 베이커
- 미셸린 프레슬
- 제라르 우리
- 세르지오 판토니

## 제작진
- 원작자: 어빙 월레스
- 협력프로듀서: 캐스린 히어포드